# Wihéries
Wihéries est une section de la commune belge de Dour située en Région wallonne dans la province de Hainaut.

## Évolution démographique
- Sources : INS, Rem. : 1831 jusqu'en 1970 = recensements, 1976 = nombre d'habitants au 31 décembre.[2]

## Histoire

### Moyen Âge
Les premières traces historiques de Wihéries remontent à l'an 805. C'est l'abbé Elephas, chef franc, parent de Charlemagne, qui en fit don à l'abbaye de Saint-Ghislain. Elle possédait la seigneurie et une ferme importante désignée par le nom de « La Courte », nommée plus tard « la ferme Chevalier ». L'abbaye reçut en 1174 du chapitre Saint-Géry de Cambrai le droit de collation de la cure locale. Elle percevait la dîme et le terrage dans la paroisse.
Quelque 500 ans plus tard, en 1289, l’abbé de Saint-Ghislain reçut d'ailleurs le titre nominal de « Prince de Wihéries ».
Le village fut élevé au rang de commune, dans la charte-loi du 6 novembre 1410.
Le village était principalement agricole, se trouvant en bordure du Parc Naturel des Hauts-Pays. Aux XVIIIe et XIXe siècles, les cultivateurs travaillaient dans les houillères voisines, le village n’ayant jamais connu d’extraction minière. On y rencontrait plusieurs « trous de sarrasins », trous d'extractions, Wihéries comptait de nombreuses carrières de grès à paver, pierre rouge se lamant facilement et dont le sol entourant le village comptait de très grandes surfaces. De fréquents procès opposèrent les religieux aux habitants à propos de l’extraction de pierres à paver dans les carrières du village sans payer de cens. Ces carrières de grès à pavés furent exploitées jusqu’après la Première Guerre mondiale.
Autrefois, Wihéries possédait des briqueteries, une fabrique de textile, une fabrique de tabac, deux brasseries, des moulins et des artisans ruraux.

### Première Guerre mondiale
C'est le 24 août 1914 que les Allemands pénétrèrent dans Wihéries, après plusieurs combats contre les Anglais, s'ensuivirent de nombreuses déportations.
Plusieurs membres du célèbre réseau de renseignements d’Édith Cavell y furent arrêtés, et subirent de très lourdes condamnations. Un hôpital temporaire y avait été érigé dans un couvent, soignant entre autres les membres du premier bataillon du régiment Cheshire Boger et Meachin.

### Après Guerre
En 1962, Wihéries reçut enfin l’autorisation d’arborer un blason.
Lors de la fusion des communes en 1976, 158 hectares de Wihéries furent cédés aux Honnelles.

## Liste des bourgmestres de 1830 à 1977
- Bernard Chevalier.
- Charles Cambier.
- Pierre Joseph Descamps (1875-1885).
- Louis Dejardin (1885-1888).
- Charles Ferdinand Jospin (1888-1896).
- Léon Jean-François Chevalier (1896-1925).
- F. Jumeau (1925-1947).
- Jules Sartiaux (1947-1964).
- Emile Libiez (1964-?).
- Gustave Danhier.